# Скородумки
Скородумки (рос. Скородумки) — присілок у Солнечногорському районі Московської області Російської Федерації.

## Розташування
Скородумки входить до складу міського поселення Солнечногорськ, воно розташовано на південь від Солнечногорська, поруч із озером Сенеж. Найближчі населені пункти Дубініно, Рекіно-Хрести, селище санаторію Міністерства оборони.

## Населення
Станом на 2010 рік у присілку проживало 13 людей